# Pierre Gros
Pierre Gros (n. 7 mai 1939, Incheville, Haute-Normandie, Franța) este un istoric francez al arhitecturii romane antice și al limbii latine, bazându-se în special pe lucrările lui Vitruvius.